# Nowa Ruda
Nowa Ruda (tysk: Neurode) er en by i det syd-vestlige Polen nær grænsen til Tjekkiet beliggende ved floden Włodzica i den centrale del af Sudeterne. I 2007 havde byen 25.240 indbyggere.
Byen var tidligere tysk, men blev en del af Polen efter afslutningen af 2. Verdenskrig.
50°34′48″N 16°30′05″Ø / 50.58°N 16.5014°Ø